# Taeke Boonstra
Taeke Boonstra (Harlingen, 7 oktober 1850 – Assen, 12 maart 1932) was een Nederlandse aannemer en architect.

## Leven en werk
Taeke (eigenlijk: Teeke) Boonstra was net als zijn vader Daniel timmerman in zijn geboorteplaats. Na zijn huwelijk trok hij naar Assen, waar hij van 1882 tot 1886 als aannemer betrokken was bij de bouw van het nieuwe Gouvernementsgebouw (later onderdeel Drents Museum), naar een ontwerp van rijksbouwmeester Jacobus van Lokhorst. Per 1 maart 1887 werd hij assistent van de Asser stadsbouwmeester Harm Cornelis Winters. Winters overleed enkele maanden later en Boonstra volgde hem op. In datzelfde jaar bouwde hij aan de Beilerstraat een huis voor zichzelf, het huidige nr. 9. Er zitten twee stenen hoofdjes aan de gevel bevestigd, het rechterhoofdje vertoont sterke gelijkenissen met het uiterlijk van Boonstra. Hij ontwierp in 1897 het woonhuis Betsy aan de Dr. Nassaulaan. In 1899 werd Boonstra directeur van de gemeentelijke reinigingsdienst en in 1904 van het gemeentelijk telefoonnet. In 1909 ontwierp hij de Doopsgezinde kerk aan de Oranjestraat in Assen.
Hij was onder meer betrokken bij het uitbreidingsplan van Assen in 1910. Er was in het plan geen ruimte voor groen opgenomen, zo schreef hij in zijn toelichting, omdat men vond dat het Asserbos daar al in voorzag. Op advies van de inspecteur voor de Volksgezondheid, die vond dat men niet voldoende met esthetische eisen rekening had gehouden, werd het plan door Gedeputeerde Staten afgekeurd. De gemeente huurde voor de uitbreidingsplannen vervolgens architect P.M.A. Huurman in.
Boonstra overleed op 81-jarige leeftijd en werd begraven op de Zuiderbegraafplaats in Assen.

## Enkele werken
- 1887: Villa voor G. van Baalen aan de Dr. Nassaulaan, Assen.[5]
- 1895: 19 Onderofficierswoningen aan de Gasfabriekstraat, Vaart zuidzijde en Witterstraat, Assen.[6]
- 1895: 5 Officierswoningen aan de Hertenkamp, Assen.[7]
- 1897: villa voor A.H. ten Oever aan de Stationsstraat, Assen.[8] (gesloopt)
- 1897: Villa Betsy, Dr. Nassaulaan, Assen.
- 1897: Kantoor van uitgeverij van Gorcum aan de Brink, Assen.[9] (gesloopt)
- 1899: Woning voor de directeur van de gemeentelijke gasfabriek aan de Witterstraat[10], Assen.
- 1903: Ambachtsschool aan de Schoolstraat, Assen.[11] (gesloopt)
- 1909: Doopsgezinde kerk, Oranjestraat, Assen.
- 1913: Rijkskantoren (i.s.m. D. Jansen van Galen) , Wilhelminastraat, Assen.[12]

## Afbeeldingen

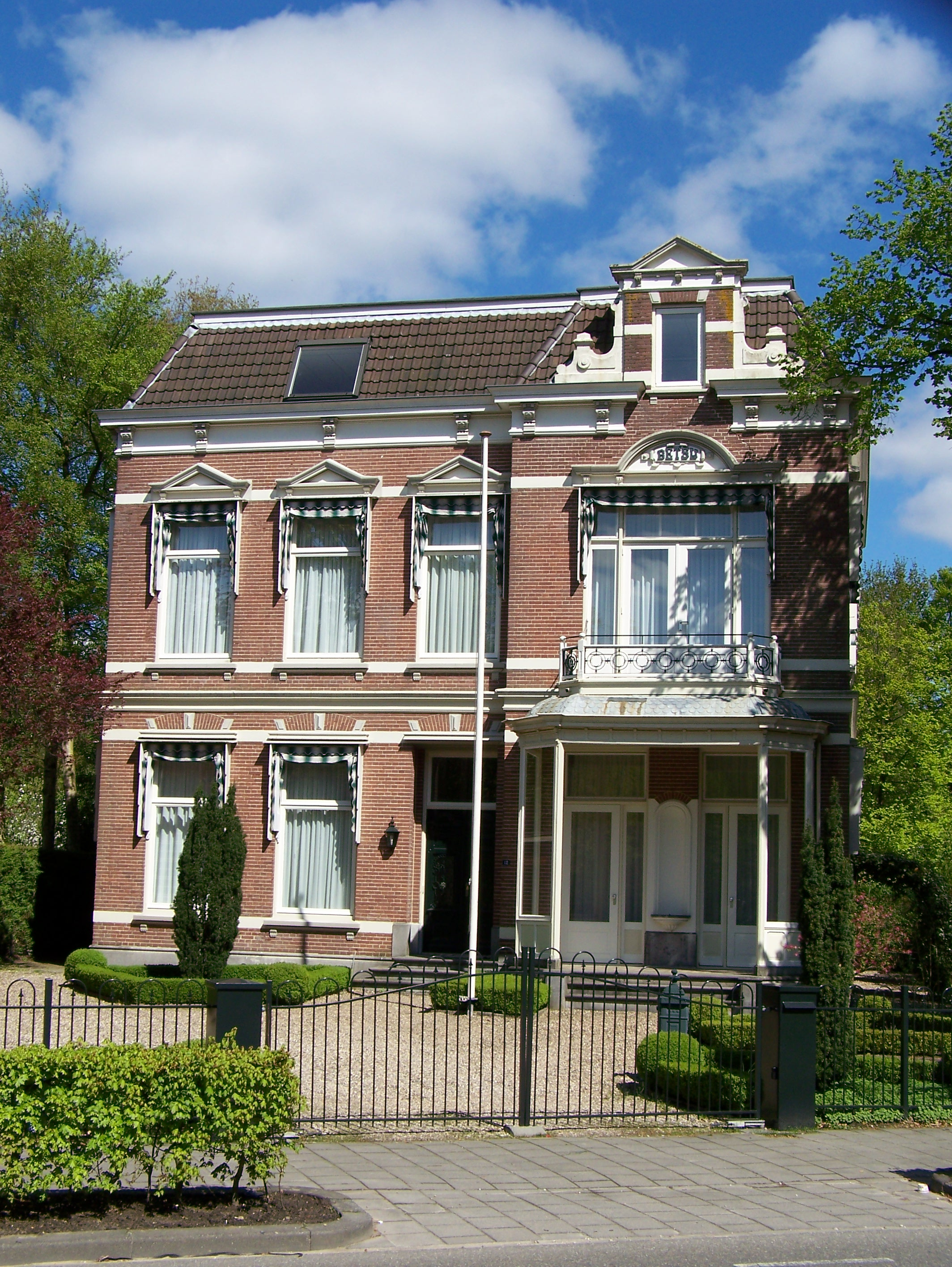
Betsy, Assen
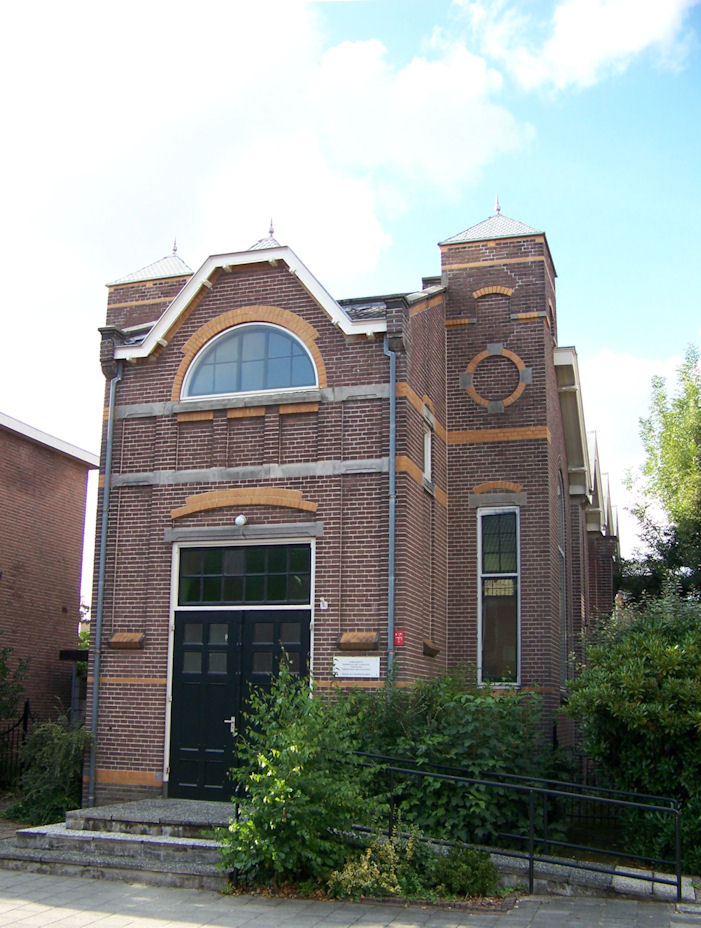
Doopsgezinde kerk, Assen
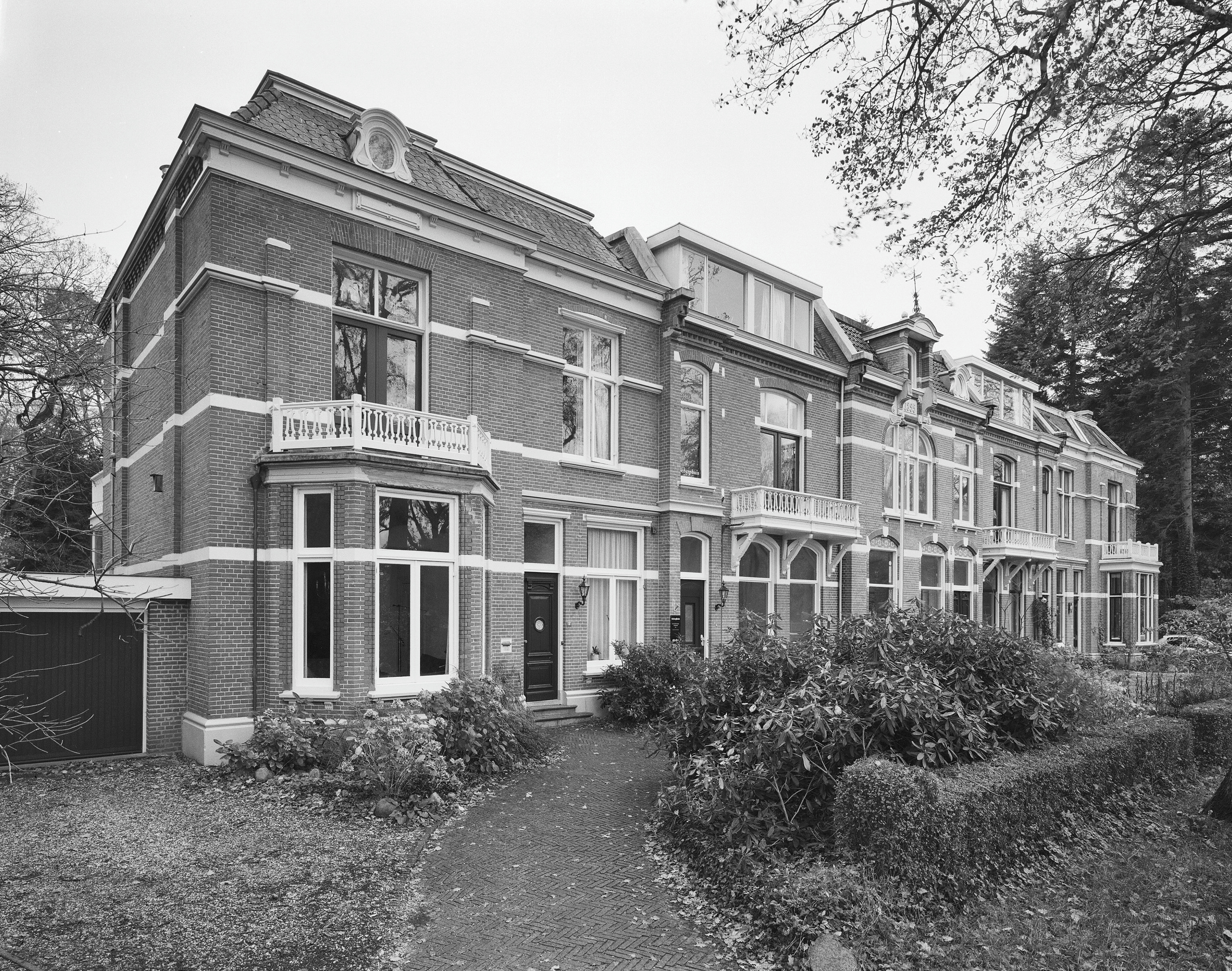
Officierswoningen, Assen
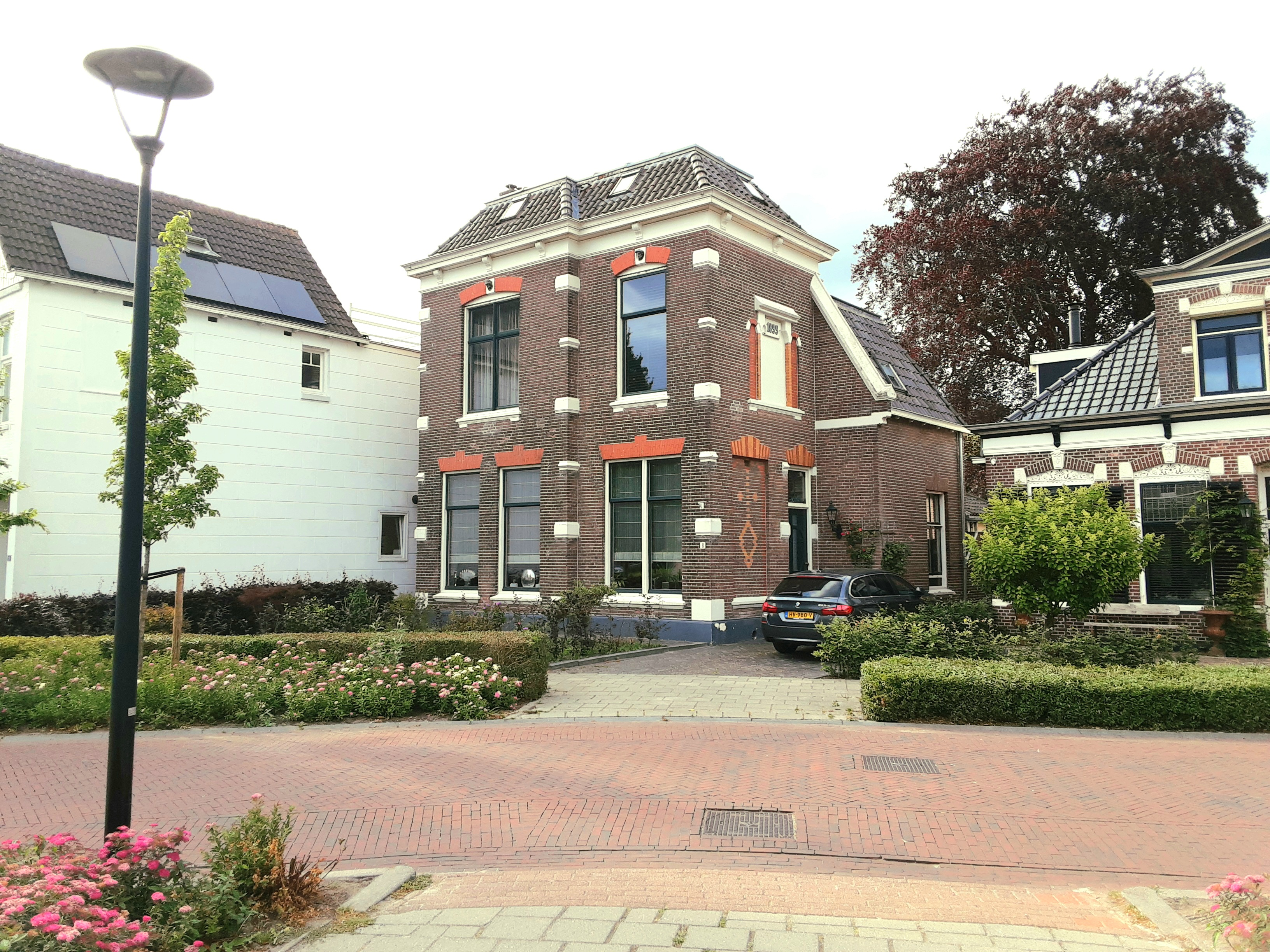
Woning directeur gasfabriek, Assen
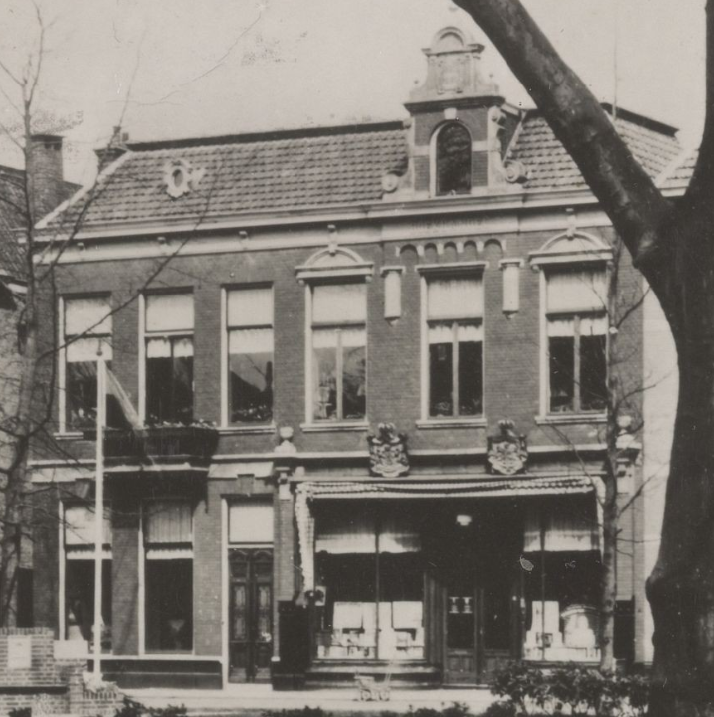
Kantoor uitgeverij van Gorcum, Assen
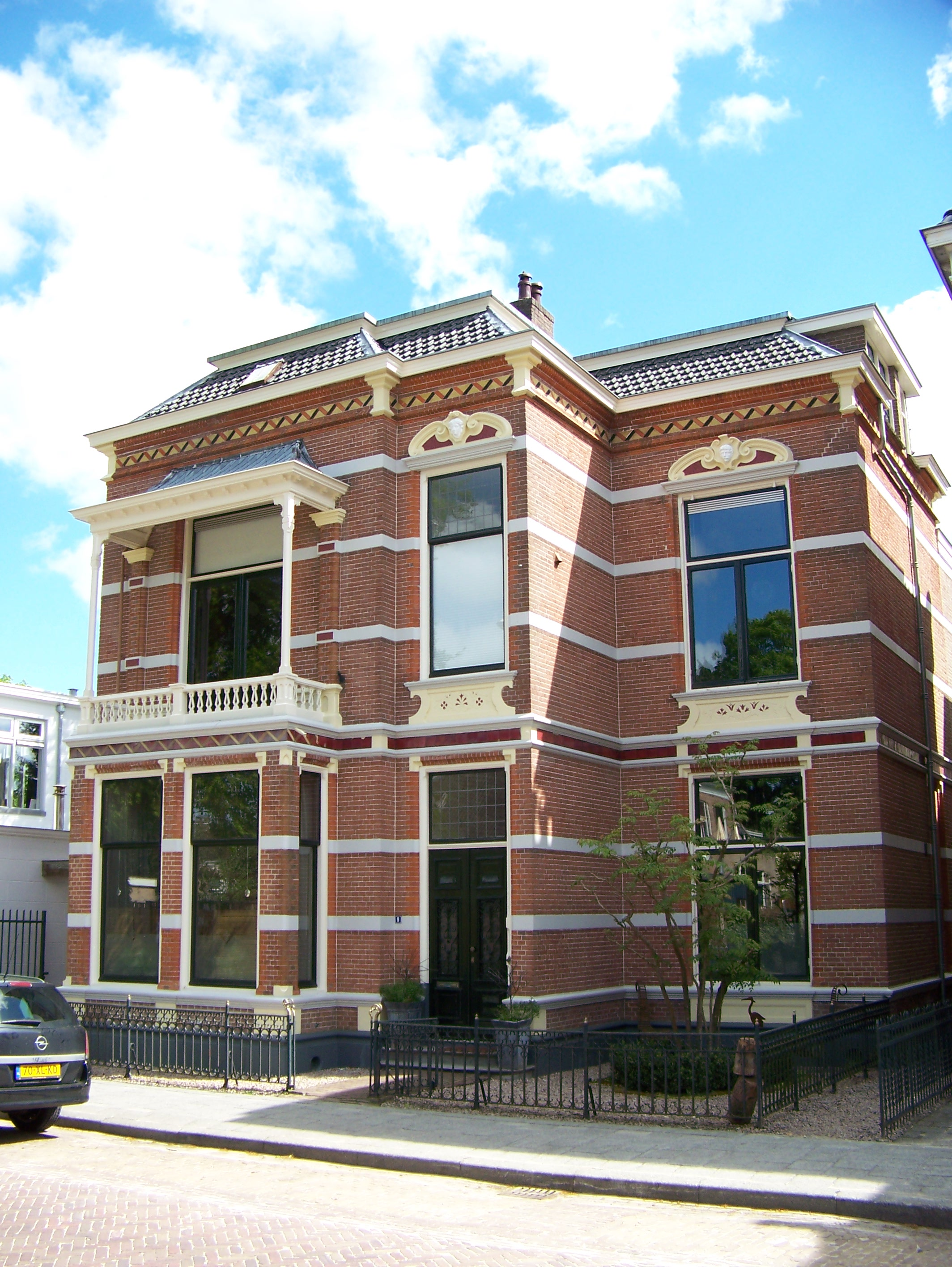
Woonhuis van Taeke Boonstra, Assen